# Distretto di Sawang Wirawong
Il distretto di Sawang Wirawong (in thailandese: สว่างวีระวงศ์) è un distretto (amphoe) della Thailandia, situato nella provincia di Ubon Ratchathani.